# يوجينيو كلاين
يوجينيو كلاين (بالإسبانية: Eugenio Klein)‏ (17 يناير 1982 بمار دل بلاتا في الأرجنتين - ) هو لاعب كرة قدم أرجنتيني في مركز جناح. لعب مع برسيب باندونغ وريفر بليت وفيرو كاريل أويستي وتاليريس كوردوبا ونادي موتاجوا ‏ ونادي أتلتيكو ألفارادو وGuaraní Antonio Franco ‏.